# ゴールドウィング賞
ゴールドウィング賞（ゴールドウィングしょう）は、愛知県競馬組合が名古屋競馬場で施行する地方競馬の重賞競走（SPI）である。正式名称は「中日スポーツ杯 ゴールドウィング賞」、中日スポーツを発行する中日新聞社が優勝杯を提供している。
副賞は　中日スポーツ賞、（一社）JBC協会賞[ダノンレジェンド号の種付権利]、（一社）愛知県馬主協会会長賞、愛知県競馬組合管理者賞、開催執務委員長賞（2024年）。

## 概要
1962年に名古屋競馬場のダート1600mのアングロアラブ系3歳（現2歳）の東海（愛知・笠松）所属馬限定の重賞競走「中日スポーツ杯・秋」として創設。1971年からは出走条件を「サラブレッド系3歳（現2歳）の東海所属馬」に変更され、更に施行距離をダート1400mに変更された。1974年からは施行場を中京競馬場の芝1400mに変更されたが、1977年からは施行場を名古屋競馬場のダート1400mに戻す。
1991年からは「中日スポーツ杯（春・秋）」を駿蹄賞とゴールドウィング賞に分割し、名称も「中日スポーツ杯 ゴールドウィング賞」に変更。1996年からは東海地区重賞格付け制度施行によりSPI（スーパープレステージワン）に格付けされた。
2004年からは北陸・東海・近畿地区交流競走として施行、金沢所属・兵庫所属の競走馬が出走可能になりかつ兵庫ジュニアグランプリのトライアル競走に指定され1着馬に限り兵庫ジュニアグランプリへの優先出走権が与えられる様になり、それに合わせて施行時期を10月下旬に変更された（但し2005年と2009年ではJBCスプリント、JBCクラシックと同日開催される11月3日に施行）。
2005年は中日新聞社の代わりにキリンビールから優勝杯の提供を受け、「キリンビールクラシック杯 ゴールドウィング賞」の名称で施行された。2006年はプロ野球団・中日ドラゴンズが当年、セントラル・リーグで優勝したことを祝して「祝・中日ドラゴンズセントラル優勝記念」の副称が付いて施行された。2007年は北陸・東海・近畿・中国地区交流競走として施行、福山所属の競走馬が出走可能となった。
2008年からは未来優駿シリーズに選定されたが園田競馬場で兵庫若駒賞、福山競馬場で福山2歳優駿が2008年に新設されたことに伴い出走条件が「サラブレッド系2歳の北陸・東海所属馬」に変更され兵庫所属・福山所属の競走馬が出走不可となった。2013年以後は、東海地区所属限定の競走となっている。
2015年にHITスタリオンシリーズに指定された。
2022年からは名古屋競馬場の移転に伴い、ダート1700mへ距離が変更される。
2024年現在、優良2歳馬導入促進事業対象競走に指定されている。

### 条件・賞金等（2024年）
出走条件
サラブレッド系2歳、東海所属。
負担重量
別定。55kg、牝馬1kg減
賞金等
賞金額は、1着800万円、2着280万円、3着160万円、4着120万円、5着80万円、着外8万円。
HITスタリオンシリーズに指定されており、ダノンレジェンドの配合権利が優勝馬馬主への副賞となっている。

## 歴史
- 1962年 - 名古屋競馬場のダート1600mのアングロアラブ系3歳（現2歳）の東海所属馬限定の重賞競走「（第2回）中日スポーツ杯・秋」として創設。優勝馬はアラ系・トサクニ(牡 父アア・シントサオー 母アラ系・ミスカツイワイ 母父サラ・カツイヅミ)。
- 1971年
  - 出走条件を「アングロアラブ系3歳（現2歳）の東海所属馬」から「サラブレッド系3歳（現2歳）の東海所属馬」に変更。
  - 施行距離をダート1400mに変更。
- 1974年 - 施行場を中京競馬場の芝1400mに変更。
- 1977年 - 施行場を名古屋競馬場のダート1400mに変更。
- 1991年
  - 「中日スポーツ杯（春・秋）」を分割、名称も「中日スポーツ杯 ゴールドウィング賞」に変更。
  - 施行時期を11月から12月に変更。
- 1996年 - 東海地区重賞格付け制度施行によりSPIに格付け。
- 1999年 - 施行距離を名古屋競馬場のダート1600mに変更。
- 2000年 - 施行時期を12月から11月に変更。
- 2001年
  - 馬齢表示の国際基準への変更に伴い、出走条件を「サラブレッド系3歳の東海所属馬」から「サラブレッド系2歳の東海所属馬」に変更。
  - 施行時期を11月から12月に変更。
- 2002年 - 施行時期を12月から11月に変更。
- 2004年
  - この年から北陸・東海・近畿地区交流競走として施行され、出走条件を「サラブレッド系2歳の北陸・東海・近畿所属馬」に変更。
  - 兵庫ジュニアグランプリのトライアル競走に指定され、1着馬のみに兵庫ジュニアグランプリへの優先出走権が付与されるようになる。
  - 施行時期を10月下旬から11月上旬に変更。
- 2005年 - 当年のみ、キリンビールから優勝杯の提供を受け、「キリンビールクラシック杯 ゴールドウィング賞」として施行。
- 2006年 - 「祝・中日ドラゴンズセントラル優勝記念」の副称をつけて施行。
- 2007年 - この年のみ北陸・東海・近畿・中国地区交流競走として施行され、出走条件を「サラブレッド系2歳の北陸・東海・近畿・中国所属馬」に変更。
- 2008年
  - 未来優駿シリーズに選定（2022年まで）。
  - 出走条件を「サラブレッド系2歳の北陸・東海・近畿・中国所属馬」から「サラブレッド系2歳の北陸・東海所属馬」に変更。
- 2013年 - 東海地区所属馬限定の競走に変更。
- 2021年 - 2歳チャンピオンシリーズの対象競走に指定される（2022年まで）。
- 2022年 - 名古屋競馬場の移転に伴い、施行距離をダート1700mに変更。
- 2024年 - 「創刊70周年記念中日スポーツ杯 ゴールドウィング賞」の名称で施行。

### 歴代優勝馬
馬齢は2000年以前についても現表記を用いる。
名古屋競馬場での施行は全てダートコース。2021年までは旧名古屋競馬場。

#### 中日スポーツ杯（秋）
| 回数   | 施行日        | 競馬場 | 距離    | 優勝馬             | 性齢 | 所属 | タイム | 優勝騎手   | 管理調教師 |
| ------ | ------------- | ------ | ------- | ------------------ | ---- | ---- | ------ | ---------- | ---------- |
| 第24回 | 1973年11月3日 | 名古屋 | 1400m   | ユニオンテツソ     | 牡2  | 愛知 | 1:30.3 | 瀬戸口悟   | 斎藤       |
| 第26回 | 1974年11月4日 | 中京   | 芝1400m | トキノキンザン     | 牡2  | 愛知 | 1:25.9 | 新山広道   | 則武秀夫   |
| 第28回 | 1975年11月3日 | 中京   | 芝1400m | ウエノスター       | 牡2  | 愛知 | 1:25.0 | 望月高司   | 山本榮二   |
| 第30回 | 1976年11月3日 | 中京   | 芝1400m | セブンムーテ       | 牡2  | 愛知 | 1:24.4 | 坂本敏美   | 安達小八   |
| 第32回 | 1977年11月3日 | 名古屋 | 1400m   | ウイロオー         | 牡2  | 笠松 | 1:29.4 | 柴田高志   | 鷲見昌勇   |
| 第34回 | 1978年11月3日 | 名古屋 | 1400m   | リユウウオーク     | 牡2  | 笠松 | 1:28.7 | 南輝幸     | 梶原軍造   |
| 第36回 | 1979年11月3日 | 名古屋 | 1400m   | イズミダツパー     | 牡2  | 笠松 | 1:29.8 | 町野良隆   | 大橋憲     |
| 第38回 | 1980年11月1日 | 名古屋 | 1400m   | ブルーホオシヨウ   | 牡2  | 愛知 | 1:29.1 | 内沢信昭   | 野島三喜雄 |
| 第40回 | 1981年11月1日 | 名古屋 | 1400m   | ミエノダンサー     | 牝2  | 笠松 | 1:30.5 | 川原正一   | 後藤四季治 |
| 第42回 | 1982年11月3日 | 名古屋 | 1400m   | カイソクワン       | 牝2  | 愛知 | 1:30.8 | 原口次夫   | 錦見勇夫   |
| 第44回 | 1983年11月3日 | 名古屋 | 1400m   | リユウズイシヨウ   | 牡2  | 笠松 | 1:30.2 | 町野良隆   | 大橋憲     |
| 第46回 | 1984年11月3日 | 名古屋 | 1400m   | フジノリヨウ       | 牡2  | 笠松 | 1:30.7 | 安藤勝己   | 梶原軍造   |
| 第48回 | 1985年11月3日 | 名古屋 | 1400m   | サウンドジエツト   | 牝2  | 愛知 | 1:29.6 | 望月高司   | 伊藤美徳   |
| 第50回 | 1986年11月2日 | 名古屋 | 1400m   | リベラルオーシヤン | 牡2  | 愛知 | 1:30.1 | 井出上慎一 | 森島義弘   |
| 第52回 | 1987年11月4日 | 名古屋 | 1400m   | オグリキヤツプ     | 牡2  | 笠松 | 1:29.8 | 安藤勝己   | 鷲見昌勇   |
| 第54回 | 1988年11月2日 | 名古屋 | 1400m   | アオミキヤツプ     | 牡2  | 愛知 | 1:30.9 | 小瀬良昌   | 光岡静馬   |
| 第56回 | 1989年11月1日 | 名古屋 | 1400m   | オワリキンパ       | 牝2  | 愛知 | 1:30.3 | 吉田稔     | 末吉清助   |
| 第58回 | 1990年11月1日 | 名古屋 | 1400m   | ブライアンカーチス | 牡2  | 愛知 | 1:31.1 | 竹下太     | 岩瀬裕     |

#### 中日スポーツ杯ゴールドウィング賞
| 回数   | 施行日         | 競馬場 | 距離  | 優勝馬             | 性齢 | 所属 | タイム | 優勝騎手   | 管理調教師 |
| ------ | -------------- | ------ | ----- | ------------------ | ---- | ---- | ------ | ---------- | ---------- |
| 第30回 | 1991年12月6日  | 名古屋 | 1400m | シンワコウジ       | 牡2  | 愛知 | 1:29.6 | 櫻井今朝利 | 伊藤光雄   |
| 第31回 | 1992年12月9日  | 名古屋 | 1400m | ライデンスキー     | 牡2  | 笠松 | 1:28.6 | 井上孝彦   | 荒川友司   |
| 第32回 | 1993年12月8日  | 名古屋 | 1400m | オグリローマン     | 牝2  | 笠松 | 1:28.9 | 安藤光彰   | 鷲見昌勇   |
| 第33回 | 1994年12月7日  | 名古屋 | 1400m | ライデンリーダー   | 牝2  | 笠松 | 1:30.3 | 安藤勝己   | 荒川友司   |
| 第34回 | 1995年12月6日  | 名古屋 | 1400m | ミスファッション   | 牝2  | 笠松 | 1:31.3 | 安藤光彰   | 山中輝久   |
| 第35回 | 1996年12月4日  | 名古屋 | 1400m | シンプウライデン   | 牡2  | 笠松 | 1:29.3 | 安藤勝己   | 荒川友司   |
| 第36回 | 1997年12月10日 | 名古屋 | 1400m | サクセス           | 牡2  | 笠松 | 1:29.5 | 安藤光彰   | 飯干秀人   |
| 第37回 | 1998年12月2日  | 名古屋 | 1400m | アサギミキオー     | 牡2  | 愛知 | 1:31.1 | 宇都英樹   | 斉藤弘光   |
| 第38回 | 1999年12月1日  | 名古屋 | 1600m | ブラウンシャトレー | 牡2  | 愛知 | 1:43.4 | 安部幸夫   | 国光徹     |
| 第39回 | 2000年11月1日  | 名古屋 | 1600m | レタセモア         | 牡2  | 笠松 | 1:43.4 | 安藤勝己   | 井上孝彦   |
| 第40回 | 2001年12月4日  | 名古屋 | 1600m | キウィダンス       | 牝2  | 愛知 | 1:44.8 | 吉田稔     | 角田輝也   |
| 第41回 | 2002年11月20日 | 名古屋 | 1600m | ダイコーマリナ     | 牝2  | 愛知 | 1:44.0 | 吉田稔     | 宮本仁     |
| 第42回 | 2003年11月13日 | 名古屋 | 1600m | グリーンハーバー   | 牡2  | 笠松 | 1:41.9 | 濱口楠彦   | 柳江仁     |
| 第43回 | 2004年10月29日 | 名古屋 | 1600m | キミガヨオー       | 牡2  | 愛知 | 1:44.4 | 宇都英樹   | 斉藤弘光   |
| 第44回 | 2005年11月3日  | 名古屋 | 1600m | ゴールドハートラン | 牝2  | 愛知 | 1:44.5 | 福重正吾   | 荒木市雄   |
| 第45回 | 2006年10月25日 | 名古屋 | 1600m | ワイティタッチ     | 牡2  | 愛知 | 1:46.1 | 尾崎章生   | 櫻井今朝利 |
| 第46回 | 2007年10月24日 | 名古屋 | 1600m | イーストミー       | 牝2  | 愛知 | 1:47.0 | 大畑雅章   | 塚田隆男   |
| 第47回 | 2008年10月24日 | 名古屋 | 1600m | ダイナマイトボディ | 牝2  | 愛知 | 1:44.1 | 倉地学     | 角田輝也   |
| 第48回 | 2009年11月3日  | 名古屋 | 1600m | パラダイスラビーダ | 牡2  | 愛知 | 1:45.4 | 戸部尚実   | 新山廣道   |
| 第49回 | 2010年11月5日  | 名古屋 | 1600m | ミサキティンバー   | 牡2  | 愛知 | 1:45.4 | 山本茜     | 櫻井今朝利 |
| 第50回 | 2011年11月4日  | 名古屋 | 1600m | オーリーライアン   | 牡2  | 愛知 | 1:44.9 | 岡部誠     | 角田輝也   |
| 第51回 | 2012年11月1日  | 名古屋 | 1600m | ウォータープライド | 牝2  | 愛知 | 1:44.0 | 兒島真二   | 塚田隆男   |
| 第52回 | 2013年10月31日 | 名古屋 | 1600m | リーダーズボード   | 牡2  | 愛知 | 1:42.7 | 戸部尚実   | 川西毅     |
| 第53回 | 2014年10月22日 | 名古屋 | 1600m | ヒメカイドウ       | 牝2  | 愛知 | 1:42.9 | 大畑雅章   | 山内和明   |
| 第54回 | 2015年10月22日 | 名古屋 | 1600m | サカジロゴーゴー   | 牝2  | 愛知 | 1:45.2 | 岡部誠     | 角田輝也   |
| 第55回 | 2016年10月20日 | 名古屋 | 1600m | ミトノリバー       | 牝2  | 愛知 | 1:43.8 | 岡部誠     | 川西毅     |
| 第56回 | 2017年10月24日 | 名古屋 | 1600m | サムライドライブ   | 牝2  | 愛知 | 1:44.9 | 丸野勝虎   | 角田輝也   |
| 第57回 | 2018年10月23日 | 名古屋 | 1600m | エムエスクイーン   | 牝2  | 愛知 | 1:43.6 | 今井貴大   | 竹下直人   |
| 第58回 | 2019年10月17日 | 名古屋 | 1600m | インザフューチャー | 牡2  | 愛知 | 1:44.1 | 戸部尚実   | 川西毅     |
| 第59回 | 2020年10月27日 | 名古屋 | 1600m | ダイセンハッピー   | 牝2  | 愛知 | 1:46.2 | 大畑雅章   | 今津博之   |
| 第60回 | 2021年11月30日 | 名古屋 | 1600m | ドミニク           | 牝2  | 愛知 | 1:44.7 | 向山牧     | 後藤正義   |
| 第61回 | 2022年11月22日 | 名古屋 | 1700m | セブンカラーズ     | 牝2  | 愛知 | 1:50.1 | 山田祥雄   | 川西毅     |
| 第62回 | 2023年11月28日 | 名古屋 | 1700m | フークピグマリオン | 騸2  | 愛知 | 1:51.8 | 塚本征吾   | 宇都英樹   |
| 第63回 | 2024年12月3日  | 名古屋 | 1700m | カワテンマックス   | 牡2  | 愛知 | 1:48.9 | 丸野勝虎   | 角田輝也   |